# Тоцький район
То́цький район (рос. Тоцкий район) — муніципальний район Оренбурзької області Російської Федерації.
Адміністративний центр — село Тоцьке.

## Географія
Район розташований на заході області.
Найбільшою річкою району є Самара з притоками Погромка, Сорока, Сорочка, Єлшанка, Маховка. На півдні району — річка Бузулук.
Найвища точка району — гора Петровська Шишка (235 м).

## Історія
Район утворений 1934 року. 3 квітня 1959 року до складу району включена територія ліквідованого Свердловського району.

## Населення
Населення — 31268 осіб (2019; 32866 в 2010, 41332 у 2002).

## Адміністративний поділ
Район адміністративно поділяється на 18 сільських поселень:
| Поселення                        | Площа, км² | Населення, осіб (2002) | Населення, осіб (2010) | Населення, осіб (2019) | Центр               | Населені пункти |
| -------------------------------- | ---------- | ---------------------- | ---------------------- | ---------------------- | ------------------- | --------------- |
| Богдановська сільська рада       | 142,68     | 1073                   | 802                    | 599                    | Богдановка          | 3               |
| Верхньобузулукська сільська рада | 181,36     | 927                    | 674                    | 495                    | Верхньобузулукський | 5               |
| Заріченська сільська рада        | 248,85     | 17521                  | 13197                  | 14362                  | Тоцьке Друге        | 1               |
| Злобинська сільська рада         | 84,91      | 419                    | 327                    | 266                    | Злобинка            | 3               |
| Кірсановська сільська рада       | 114,53     | 1517                   | 1361                   | 1365                   | Кірсановка          | 1               |
| Ковиляєвська сільська рада       | 94,41      | 470                    | 333                    | 241                    | Ковиляєвка          | 1               |
| Малоремізенська сільська рада    | 119,81     | 745                    | 498                    | 352                    | Мала Ремізенка      | 3               |
| Медведська сільська рада         | 66,81      | 505                    | 440                    | 374                    | Медведка            | 1               |
| Молодіжна сільська рада          | 39,10      | 817                    | 576                    | 531                    | Молодіжний          | 1               |
| Павло-Антоновська сільська рада  | 136,27     | 782                    | 685                    | 582                    | Павло-Антоновка     | 2               |
| Погроминська сільська рада       | 144,39     | 1499                   | 1239                   | 1042                   | Погромне            | 4               |
| Преображенська сільська рада     | 111,48     | 483                    | 276                    | 196                    | Преображенка        | 2               |
| Пристанціонна сільська рада      | 8,69       | 1672                   | 1510                   | 1449                   | Пристанціонний      | 2               |
| Приютинська сільська рада        | 121,42     | 584                    | 409                    | 319                    | Приютне             | 2               |
| Саїновська сільська рада         | 48,43      | 319                    | 210                    | 131                    | Саїновка            | 1               |
| Свердловська сільська рада       | 529,21     | 2218                   | 1555                   | 1123                   | Свердлово           | 8               |
| Суворовська сільська рада        | 588,59     | 2265                   | 1526                   | 1171                   | Суворовський        | 9               |
| Тоцька сільська рада             | 332,04     | 7516                   | 7248                   | 6670                   | Тоцьке              | 3               |

- 2013 року ліквідовані Логачовська сільська рада та Мананниковська сільська рада, їхні території увійшли до складу Суворовської сільради[5]; Задорожна сільська рада, її територія увійшла до складу Свердловської сільради[6], Невіжкинська сільська рада, її територія увійшла до складу Павло-Антоновської сільради[7].

## Найбільші населені пункти
Нижче подано перелік населених пунктів з чисельність населення понад 1000 осіб:
| № | Населений пункт | Населення, осіб (2002) | Населення, осіб (2010) |
| - | --------------- | ---------------------- | ---------------------- |
| 1 | Тоцьке Друге    | 17521                  | 13197                  |
| 2 | Тоцьке          | 7201                   | 6898                   |
| 3 | Кірсановка      | 1517                   | 1361                   |
| 4 | Пристанціонний  | 1424                   | 1310                   |

## Господарство
У районі дислокується 21-а гвардійська мотострілецька бригада. Також на території району знаходяться аеродром і Тоцький полігон, на якому 14 вересня 1954 року були проведені Тоцькі військові навчання — радянські військові тактичні навчання під керівництвом маршала Жукова із застосуванням ядерної зброї (кодова назва — «Сніжок»).